# Live & Direct
Live & Direct è il primo album dal vivo del gruppo musicale salentino Sud Sound System, in collaborazione con la Bag A Riddim Band, pubblicato il 26 maggio 2006.

## Tracce
1. Ciao amore (Live) – 3:14 (testo: Fabio Miglietta, Federico Vaglio, Fernando Blasi – musica: Alessandro Garofalo, Fernando Blasi, Pierluigi De Pascali)
2. Na sciurnata bona (Live) – 2:57 (testo: Antonio Salvatore Petrachi – musica: Alessandro Garofalo, Antonio Salvatore Petrachi)
3. Fuecu su fuecu (Live) – 5:01 (testo: Antonio Salvatore Petrachi, Federico Vaglio, Fabio Miglietta, Pierluigi De Pascali – musica: Alessandro Garofalo, Pierluigi De Pascali)
4. Tocca lu cielu (live) – 4:18 (testo: Fabio Miglietta, Federico Vaglio, Fernando Blasi – musica: Fabio Miglietta)
5. Le radici ca tieni (Live) – 6:20 (testo: Antonio Salvatore Petrachi, Fabio Miglietta, Federico Vaglio, Fernando Blasi – musica: Fabio Miglietta)
6. Acqua pe sta terra (Live) – 3:17 (testo: Fabio Miglietta, Federico Vaglio, Fernando Blasi – musica: Pierluigi De Pascali)
7. Giungla (Live) – 4:33 (testo: Fabio Miglietta, Federico Vaglio, Fernando Blasi – musica: Pierluigi De Pascali)
8. Lontano (Live) – 5:01 (testo: Fernando Blasi – musica: Fabio Miglietta, Fernando Blasi, Pierluigi De Pascali)
9. Sarò qui (Live) – 4:46 (testo: Fabio Miglietta – musica: Fabio Miglietta)
10. Solo se tu vuoi (Live) – 3:42 (testo: Fabio Miglietta – musica: Fabio Miglietta)
11. Strade rosse (Live) – 4:22 (testo: Fabio Miglietta, Federico Vaglio, Fernando Blasi – musica: Fernando Blasi, Pierluigi De Pascali)
12. Sciamu a ballare (Live) – 5:17 (testo: Fabio Miglietta, Federico Vaglio, Fernando Blasi – musica: Alessandro Garofalo, Federico Vaglio, Pierluigi De Pascali)
13. Reggae Calypso (Live) – 3:21 (testo: Fabio Miglietta, Federico Vaglio, Fernando Blasi – musica: Alessandro Garofalo, Federico Vaglio, Pierluigi De Pascali)
14. Erba erba (Live) – 6:28 (testo: Fabio Miglietta, Federico Vaglio, Fernando Blasi – musica: Fabio Miglietta)
15. Filu te ientu (Live) – 3:55 (testo: Fabio Miglietta, Federico Vaglio, Fernando Blasi – musica: Fabio Miglietta)
16. La romanella (Live) – 5:48 (testo: Fabio Miglietta, Federico Vaglio, Fernando Blasi – musica: Fabio Miglietta)
17. Me basta lu sule (Live) – 4:58 (testo: Fabio Miglietta, Federico Vaglio, Fernando Blasi – musica: Fabio Miglietta)

Durata totale: 77:18